# Achille Clarac

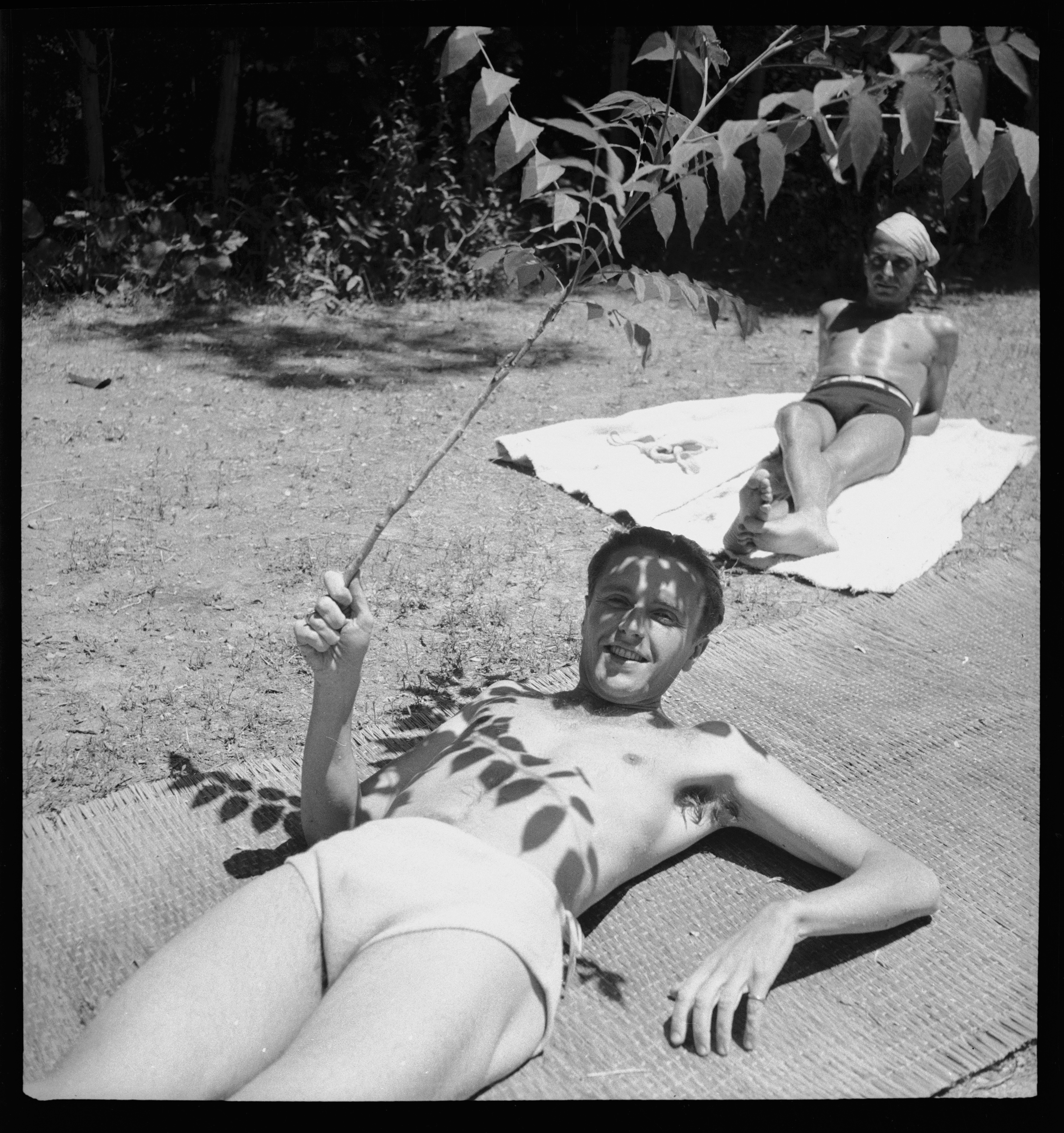
Claude-Achille Clarac, fotografiert von seiner Ehefrau, Farmanieh, Persien 1935

Achille Clarac, auch Claude Clarac, (* 31. August 1903 in Nantes; † 11. Januar 1999 in Oudon) war ein französischer Diplomat. Er studierte Rechtswissenschaft und trat 1930 in den auswärtigen Dienst ein.
1934 wurde er Botschaftssekretär in Teheran, wo er im Mai 1935 die Schweizer Schriftstellerin und Fotojournalistin Annemarie Schwarzenbach (1908–1942) heiratete. Es handelte sich für beide um eine „Vernunftehe“, da Clarac, ebenso wie Schwarzenbach homosexuell war. Schwarzenbach erhielt durch die Ehe einen französischen Diplomatenpass, der es ihr ermöglichte, ohne Einschränkungen zu reisen. Vor dem Zweiten Weltkrieg wurde Clarac in Washington, D.C. eingesetzt. Bis 1942 war er Konsul von Frankreich in Tétouan. Von 31. März 1955 bis 2. November 1956 war er Botschafter in Damaskus. Von 1959 bis 1968 war er Botschafter in Bangkok. Er starb 1999. Sein Grab befindet sich auf dem Cimetière de Miséricorde in Nantes.